# Дж. Едгар
«Дж. Едгар» (англ. J. Edgar) — американський біографічний фільм режисера і продюсера Клінта Іствуда, що вийшов 2011 року. У головних ролях Леонардо ДіКапріо, Армі Гаммер, Наомі Воттс. Стрічку створено на основі реальних подій.
Продюсерами також були Браян Ґрейзер і Роберт Лоренц. Вперше фільм продемонстрували 3 листопада 2011 року у США на кінофестивалі AFI. В Україні у кінопрокаті фільм не демонструвався.

## Сюжет
Все своє життя Джон Едгар Гувер просувався шляхом до вершини влади і досягнувши її, утримував протягом п'ятдесяти років. Він оголосив війну гангстерам і Ку-клукс-клану, у той же час збираючи інформацію на відомих зірок Голівуду і політиків. Гувер пережив вісьмох президентів і три війни і робив все, щоб вберегти своїх співгромадян, у межах правового поля чи поза ним.

## У ролях
| Актор             | Персонаж                                              | Роль                                    |
| ----------------- | ----------------------------------------------------- | --------------------------------------- |
| Леонардо ДіКапріо | Джон Едгар Гувер англ. J. Edgar Hoover                | директор Федерального бюро розслідувань |
| Армі Гаммер       | Клайд Толсон англ. Clyde Tolson                       | заступник директора ФБР                 |
| Наомі Воттс       | Гелен Ґанді англ. Helen Gandy                         | секретарка Джона Гувера                 |
| Джош Лукас        | Чарльз Ліндберг англ. Charles Lindbergh               | американський льотчик                   |
| Джуді Денч        | Анна Марі Денч англ. Anna Marie Hoover                | мати Джона Гувера                       |
| Дермот Малруні    | Норман Шварцкопф-старший англ. Norman Schwarzkopf Sr. | полковник                               |
| Деймон Герріман   | Річард Гауптманн англ. Richard Hauptmann              | тесляр                                  |
| Ед Вествік        | Агент Сміт англ. Agent Smith                          | біограф Джона Гувера                    |
| Джеффрі Донован   | Роберт Кеннеді англ. Robert Kennedy                   |                                         |
| Адам Драйвер      | Волтер Лайл англ. Walter Lyle                         |                                         |
| Стівен Рут        | Артур Кохлер англ. Arthur Koehler                     |                                         |
| Ліа Томпсон       | Лела Роджерс англ. Lela Rogers                        |                                         |
| Крістофер Шаєр    | Річард Ніксон англ. Richard Nixon                     |                                         |
| Джессіка Хет      | Емма Гольдман англ. Emma Goldman                      |                                         |

## Сприйняття

### Критика
Фільм отримав негативно-змішані відгуки: Rotten Tomatoes дав оцінку 43 % на основі 220 відгуків від критиків (середня оцінка 5,7/10) і 45 % від глядачів із середньою оцінкою 3,1/5 (38,426 голосів). Загалом на сайті фільми має негативний рейтинг, фільму зарахований «гнилий помідор» від кінокритиків і «розсипаний попкорн» від глядачів, Internet Movie Database — 6,6/10 (81 018 голосів), Metacritic — 59/100 (42 відгуки критиків) і 6,4/10 від глядачів (170 голосів). Загалом на цьому ресурсі від критиків фільм отримав змішані відгуки, а від глядачів — позитивні.

### Касові збори
Під час показу у США, що розпочався 9 листопада 2011 року, протягом першого тижня фільм був показаний у 1,910 кінотеатрах і зібрав 11,217,324 $, що на той час дозволило йому зайняти 5 місце серед усіх прем'єр. Показ фільму протривав 107 днів (15,3 тижня) і завершився 23 лютого 2012 року. За час показу фільм зібрав у прокаті у США 37,306,030  доларів США, а у решті країн 47,300,000 $ (за іншими даними 41,700,000 $), тобто загалом 84,606,030 $ (за іншими даними 79,006,030 $) при бюджеті 35 млн $.

### Нагороди і номінації[10]
| Рік  | Нагорода                                           | Категорія                            | Номінант                                               | Результат |
| ---- | -------------------------------------------------- | ------------------------------------ | ------------------------------------------------------ | --------- |
| 2011 | Dallas-Fort Worth Film Critics Association Awards  | Найкращий актор другого плану        | Армі Гаммер                                            | Номінація |
| 2011 | Голлівудський кінофестиваль                        | Художник-постановник року            | Джеймс Дж. Муракамі                                    | Перемога  |
| 2011 | Національна рада кінокритиків США                  | Найкращий фільм                      | стрічка                                                | Перемога  |
| 2011 | Satellite Awards                                   | Найкраща акторська гра у кінострічці | Леонардо ДіКапріо                                      | Номінація |
| 2012 | 69-ма церемонія вручення нагороди «Золотий глобус» | Найкраща чоловіча роль — драма       | Леонардо ДіКапріо                                      | Номінація |
| 2012 | Премія Гільдії кіноакторів США                     | Найкраща чоловіча роль               | Леонардо ДіКапріо                                      | Номінація |
| 2012 | Премія Гільдії кіноакторів США                     | Найкраща чоловіча роль другого плану | Армі Гаммер                                            | Номінація |
| 2012 | AFI Awards                                         | Фільм року                           | Браян Ґрейзер, Клінт Іствуд, Рон Говард, Роберт Лоренц | Перемога  |
| 2012 | Австралійський кіноінститут                        | Найкращий актор                      | Леонардо ДіКапріо                                      | Номінація |
| 2012 | Broadcast Film Critics Association Awards          | найкращий актор                      | Леонардо ДіКапріо                                      | Номінація |
| 2012 | Broadcast Film Critics Association Awards          | Найкращий грим                       |                                                        | Номінація |
| 2012 | GLAAD Media Awards                                 | Видатний фільм — широкий показ       | Warner Bros.                                           | Номінація |
| 2012 | Golden Trailer Awards                              | Найкращий драматичний ТВ-ролик       | Warner Bros., Seismic Productions                      | Номінація |
| 2012 | Golden Trailer Awards                              | Найкращий драматичний постер         | Warner Bros.                                           | Номінація |
| 2012 | Irish Film and Television Awards                   | Найкращий іноземний актор            | Леонардо ДіКапріо                                      | Номінація |
| 2012 | Society of Camera Operators                        | Художній фільм                       | Стівен С. Кампанеллі                                   | Перемога  |

### Виноски
1. 1 2 3  J. Edgar: Release Info (англ.). Internet Movie Database. Архів оригіналу за 5 травня 2021. Процитовано 9 травня 2014.
2. 1 2  J. Edgar (англ.). Internet Movie Database. Архів оригіналу за 19 травня 2014. Процитовано 9 травня 2014.
3. 1 2 3 4 5  J. Edgar (англ.). Box Office Mojo. Архів оригіналу за 19 травня 2014. Процитовано 9 травня 2014.
4. 1 2 3 4  J. Edgar (англ.). The Numbers.com. Архів оригіналу за 3 вересня 2014. Процитовано 9 травня 2014.
5. ↑  J. Edgar (англ.). Allmovie. Архів оригіналу за 20 травня 2014. Процитовано 9 травня 2014.
6. ↑  J. Edgar: Full Cast & Crew (англ.). Internet Movie Database. Архів оригіналу за 4 травня 2021. Процитовано 9 травня 2014.
7. ↑  Дж. Эдгар. Премьеры (рос.). КиноПоиск. Архів оригіналу за 21 серпня 2012. Процитовано 9 травня 2014.
8. ↑  J. Edgar (англ.). Rotten Tomatoes. Архів оригіналу за 6 листопада 2012. Процитовано 9 травня 2014.
9. ↑  J. Edgar (англ.). Metacritic. Архів оригіналу за 27 квітня 2014. Процитовано 9 травня 2014.
10. ↑  J. Edgar: Awards (англ.). Internet Movie Database. Архів оригіналу за 7 січня 2014. Процитовано 9 травня 2014.